# Brian Kobilka
Brian Kent Kobilka (Little Falls, 30 de maio de 1955) é um bioquímico estadunidense.
Foi laureado com o Nobel de Química de 2012, juntamente com Robert Lefkowitz, pelo estudo dos receptores acoplados à proteína G.
Kobilka recebeu o seu grau em biologia e química da Universidade do Minnesota em Duluth, e o seu M.D. (doutoramento em medicina), cum laude, da Yale University School of Medicine. A seguir ao estágio em medicina interna na Washington University School of Medicine, Barnes Hospital, em St. Louis, Kobilka trabalhou em investigação como bolseiro de pós-doutoramento com Robert Lefkowitz na Universidade de Duke onde começou a trabalhar na clonagem do recetor  β2-adrenérgico. Kobilka foi para Stanford em 1989. Foi investigador do Howard Hughes Medical Institute de 1987 a 2003.